# Stelis franconica
Stelis franconica är en biart som beskrevs av Blüthgen 1930. Stelis franconica ingår i släktet pansarbin, och familjen buksamlarbin. Inga underarter finns listade i Catalogue of Life.